# Springer (Nou Mèxic)
Springer és un poble dels Estats Units a l'estat de Nou Mèxic. Segons el cens del 2000 tenia 1.285 habitants.

## Demografia
Segons el cens del 2000, Springer tenia 1.285 habitants, 520 habitatges, i 372 famílies. La densitat de població era de 337,5 habitants per km².
Dels 520 habitatges en un 33,1% hi vivien nens de menys de 18 anys, en un 51,2% hi vivien parelles casades, en un 14,2% dones solteres, i en un 28,3% no eren unitats familiars. En el 26,5% dels habitatges hi vivien persones soles el 13,3% de les quals corresponia a persones de 65 anys o més que vivien soles. El nombre mitjà de persones vivint en cada habitatge era de 2,41 i el nombre mitjà de persones que vivien en cada família era de 2,86.
Per edats la població es repartia de la següent manera: un 25,9% tenia menys de 18 anys, un 5,2% entre 18 i 24, un 25,1% entre 25 i 44, un 22,3% de 45 a 60 i un 21,5% 65 anys o més.
L'edat mediana era de 40 anys. Per cada 100 dones de 18 o més anys hi havia 92,7 homes.
La renda mediana per habitatge era de 27.850 $ i la renda mediana per família de 34.563 $. Els homes tenien una renda mediana de 24.479 $ mentre que les dones 19.000 $. La renda per capita de la població era de 14.606 $. Aproximadament el 14,9% de les famílies i el 16,6% de la població estaven per davall del llindar de pobresa.

## Poblacions més properes
El següent diagrama mostra les poblacions més properes.